# Іткін Моїсей Рувимович
Мойсей Рувімович Іткин (рос. Моисей Рувимович Иткин)  (нар. 15 березня 1920 року), в місті Ростові-на-Дону — поет, лікар. Член Спілки російських письменників з 1977 року. Помер 29 травня 2005 року, в Ростові-на-Дону.

## Біографія
Мойсей Рувімович народився в сім'ї лікарів. У 1944 році закінчив Ташкентський медичний інститут (лікувальний факультет). Майор медичної служби. У 1944—1954 роках служив військовим лікарем в Узбекистані, лікарем сов. експедиції в Монголії (1955—1958). У 1958—1984 роках працював лікарем-офтальмологом Ростові-на-Дону. Учасник Великої Вітчизняної війни. Був важко поранений.
Помер Мойсей Рувімович Іткин 29 травня 2005 р. Похований на Єврейському цвинтарі р. Ростова-на-Дону.

## Творчість
Літературну діяльність розпочав у 1950 році. З 1993 по 2004 р. вийшло дев'ять його поетичних збірок.
Основні публікації: 65 віршів у журналі «Донська хвиля»; 46 віршів у колективному збірнику «Синій голос». Ростиздат, 1990.
Мойсей Іткин — поет-лірик того напрямку, який у російській поезії сходить до Тютчеву.
Активно брав участь у роботі ростовського літературного об'єднання «Співзвуччя», навчаючи молодих авторів.

## Нагороди
Мойсей Рувімович Іткин нагороджений орденом Вітчизняної війни I ступеня, медалями «За бойові заслуги» та «За перемогу над Німеччиною», монгольським орденом «Полярна зірка», китайським орденом «Знак Дружби», медалями «Ветеран праці», «40 років Перемоги», «Георгій Жуков» та низкою інших медалей.
Лауреат обласних літературних премій.
До 85-річного ювілею отримав лист-подяку Міністерства культури Ростовської області.

## Твори Іткина
Окремі видання
- Багатоповерхове дерево: Поетичний збірник. — Ростов н/Д: Особистий інтерес, 1993.

- Несподівана книга: Поетичний збірник. — Ростов н/Д: Гефест, 1996.

- Сонет з квіткою: Поетичний збірник. — Ростов н/Д, 1998.

- Синиця в небі: Поетичний збірник. — Ростов н/Д, 1998.

- З двох книг: Поетичний збірник. — Ростов н/Д, 2000.

- Срібна нитка: Поетичний збірник. — Ростов н/Д, 2000.

- На флейті і віолі (Моє вибране): Поетичний збірник. — Ростов н/Д, 2001.

- Повернути світанок (Сьома книга віршів): Поетичний збірник. — Ростов н/Д, 2003.

- І нема повторень…: Поетична збірка. — Таганрог: Ю. Д. Кучми, 2004.